# Acacia tanganyikensis
Acacia tanganyikensis é uma espécie de leguminosa do gênero Acacia, pertencente à família Fabaceae.